# Okondo
Oquendo (em castelhano) ou Okondo (em basco) é um município da Espanha na província de Álava, comunidade autónoma do País Basco, de área 29,90 km² com população de 1064 habitantes (2007) e densidade populacional de 33,68 hab/km².

## Demografia
| Variação demográfica do município entre 1991 e 2004 | Variação demográfica do município entre 1991 e 2004 | Variação demográfica do município entre 1991 e 2004 | Variação demográfica do município entre 1991 e 2004 |
| --------------------------------------------------- | --------------------------------------------------- | --------------------------------------------------- | --------------------------------------------------- |
| 1991                                                | 1996                                                | 2001                                                | 2004                                                |
| 705                                                 | 770                                                 | 876                                                 | 1004                                                |